# 弗拉涅托蒙福尔泰
弗拉涅托蒙福尔泰（義大利語：Fragneto Monforte），是意大利贝内文托省的一个市镇。总面积24.41平方公里，人口1889人，人口密度77.4人/平方公里（2009年）。ISTAT代码为062034。